# Moretto da Brescia

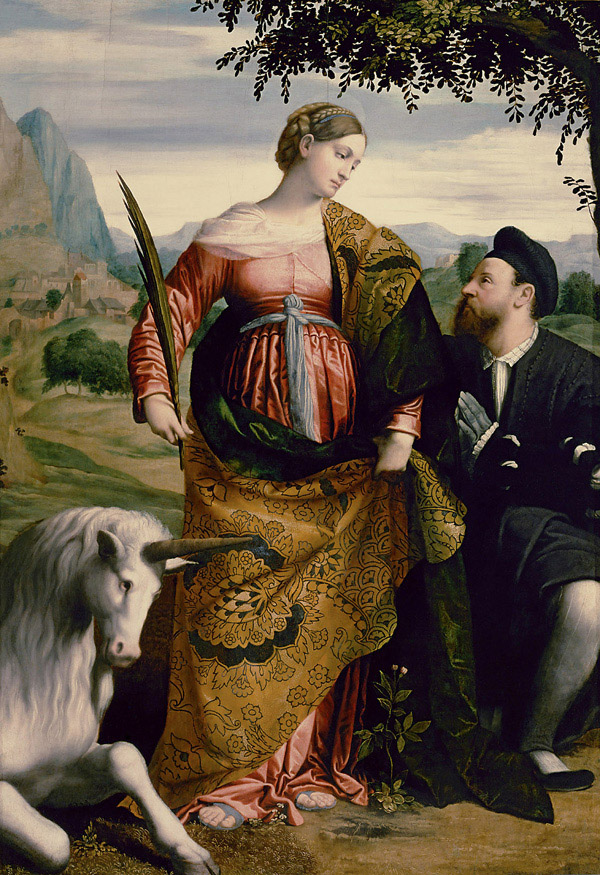
Święta Justyna z donatorem i jednorożcem (1530)

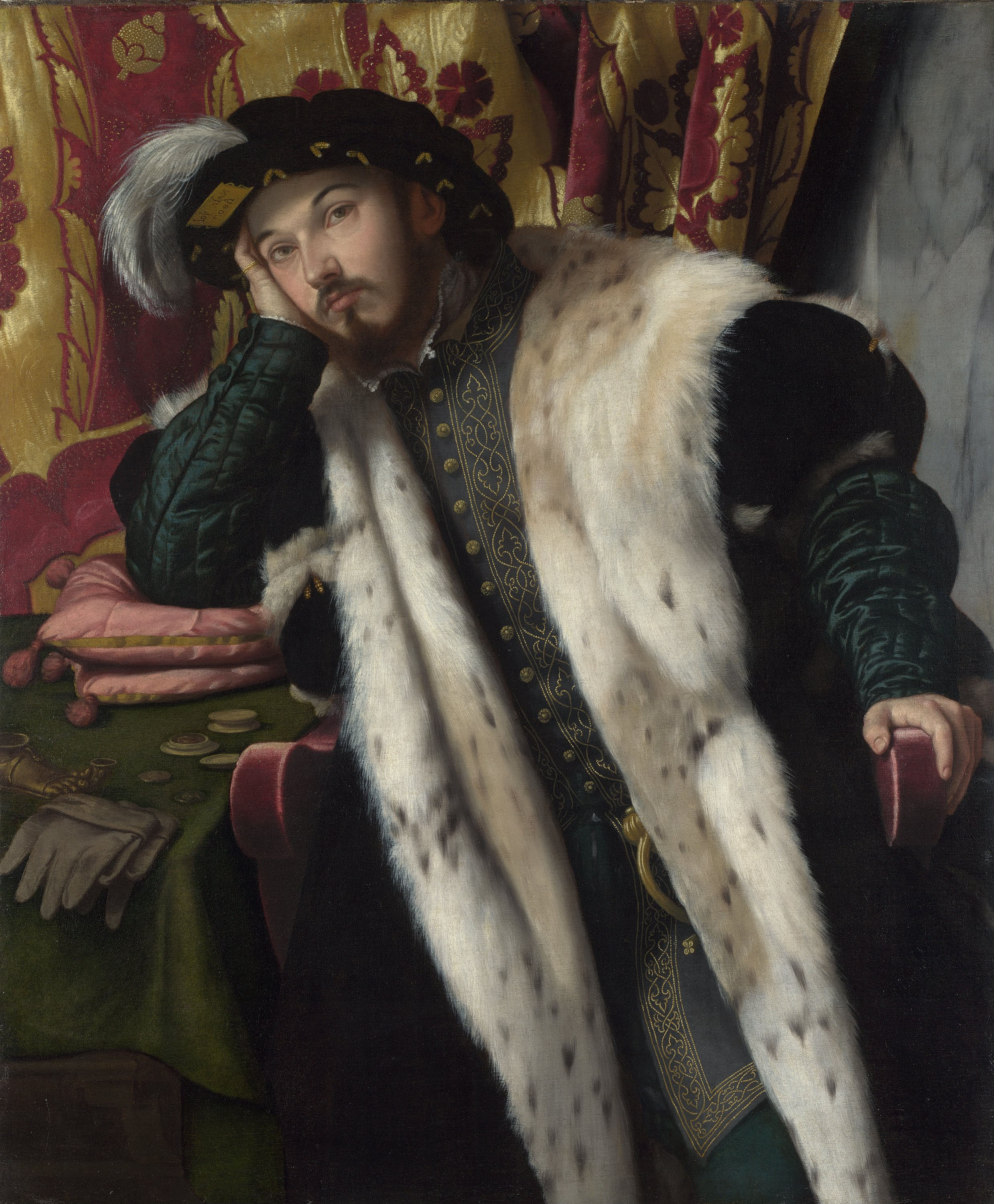
Portret młodego mężczyzny (1540-45)

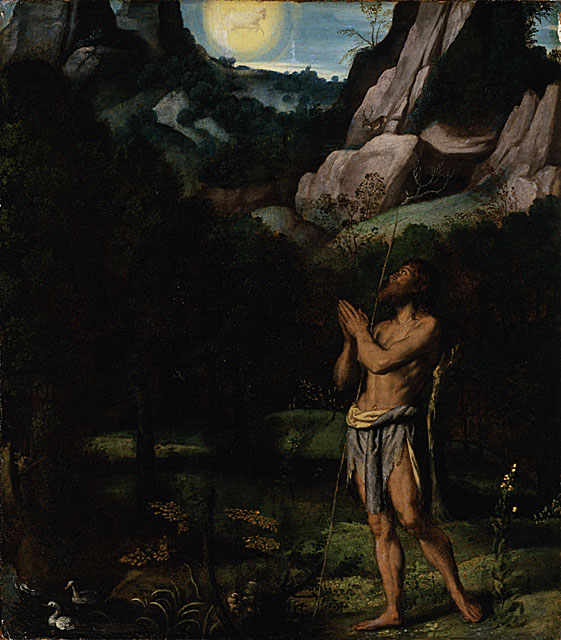
Św. Jan Chrzciciel na pustyni (ok. 1535)

Moretto  da Brescia, właśc. Alessandro Bonvicino (ur. ok. 1498 w Brescii, zm. między 9 a 22 grudnia 1554 tamże) – włoski malarz okresu renesansu. 
Niewiele wiadomo o jego edukacji artystycznej. Być może był uczniem Tycjana. 
Działał w Brescii i okolicach. Malował obrazy religijne, mitologiczne oraz portrety. Tworzył pod wpływem szkoły weneckiej (Vincenzo Foppa, Girolamo Romanino) i lombardzkiej oraz Tycjana. Wykonywał liczne malowidła na zamówienie wielu kościołów, głównie w Brescii. W 1520 podpisał kontrakt na dekorację kaplicy Najświętszego Sakramentu w kościele św. Jana Ewangelisty, którą wykonał wraz z Romaninem ok. 1524. W latach 1530–35 i 1553-54 ze swym uczniem Luką Mombello dekorował kaplicę w starej katedrze (Duomo Vecchio). Wykonał też freski ze scenami biblijnymi w Palazzo Ugoni.
Jego dwaj bracia, Pietro i Jacopo, również byli malarzami. Był nauczycielem Giovanniego Battisty Moroniego.

## Wybrane dzieła
- Portret mężczyzny -  ok. 1520, 73,7 x 56 cm, Muzeum Sztuk Pięknych w Budapeszcie
- Pietà –  1520, 176 x 99 cm, National Gallery of Art, Waszyngton
- Chrystus błogosławiący św. Jana Chrzciciela -  1520-23, 67 x 95 cm, National Gallery w Londynie
- Św. Justyna z donatorem i jednorożcem -  1530, 200 x 139 cm, Kunsthistorisches Museum, Wiedeń
- Portret szlachcica -  1526, 101 x 92 cm, National Gallery w Londynie
- Portret mężczyzny -  1526, 198 x 88 cm, National Gallery w Londynie
- Św. Jan Chrzciciel na pustyni -  ok. 1535, 57 x 50 cm, County Museum of Art., Los Angeles
- Madonna z Dzieciątkiem i świętymi -  ok. 1540, 235 x 142,5 cm, National Gallery w Londynie
- Portret młodego mężczyzny -  1540-45, 114 x 94,4 cm, National Gallery w Londynie
- Alegoria Wiary -  ok. 1540, 102 x 78 cm, Ermitaż, Sankt Petersburg
- Madonna z Dzieciątkiem -  1540-50, 102 x 100 cm, Pinakoteka Brera, Mediolan
- Św. Roch z aniołem -  ok. 1545, 227 x 151 cm, Muzeum Sztuk Pięknych w Budapeszcie
- Madonna z Dzieciątkiem i małym św. Janem -  ok. 1550, 38 x 51 cm, Liechtenstein Museum, Wiedeń
- Chrystus przy kolumnie -  1550, 59 x 42,5 cm, Museo di Capodimonte, Neapol
- Madonna z Dzieciątkiem oraz ze św. Hieronimem i św. Bartłomiejem (Madonna z gruszką)  -  ok. 1550, 186 x 138 cm, Muzea Watykańskie, Rzym